# Azeta rhodogaster
Azeta rhodogaster là một loài bướm đêm trong họ Erebidae.